# Cyclea kinabaluensis
Cyclea kinabaluensis är en tvåhjärtbladig växtart som beskrevs av Lewis Leonard Forman. Cyclea kinabaluensis ingår i släktet Cyclea och familjen Menispermaceae. Utöver nominatformen finns också underarten C. k. hispida.